# Mark Shue
Mark Shue is een Amerikaans bassist, gitarist en zanger. Hij heeft in diverse bands gespeeld waaronder Beech Creeps, Chomper en sinds 2016 bij Guided by Voices. Daarnaast heeft Shue als sessiemuzikant meegewerkt aan albums van Pterodactyl en Upper Wilds.

## Biografie

### Jeugd
Schoolgenoten van Shue, waaronder Kurt Beals, richtten de band The Union of a Man and a Woman op en gaven een album uit op het label Jagjaguwar. Dit had een grote invloed op Shue. Later zou Shue als sessiemuzikant bijdragen aan werk van Pterodactyl, een noiserockband die werd opgericht door onder andere Beals. Ook met Pterodactyl's bassist Zach Lehrhoff zou Shue later samenwerken; zij richtten samen met drummer Luke Fasano Beech Creeps op.

### Beech Creeps en Chomper
Op 23 februari 2015 kwam Beech Creeps' titelloze debuutalbum uit. Terwijl Shue bij deze band speelde, voegde hij zich tevens bij Chomper. Hun debuutalbum Medicine mountain verscheen op 10 november 2017. Anno 2018 gaf Beech Creeps af en toe nog optredens.

### ESP Ohio
Shue leerde Doug Gillard (Cobra Verde, Guided by Voices) kennen toen hij in The Library is on Fire speelde. Gillard's soloband trad op met The Library is on Fire en Shue speelde in Gillard's soloband. Toen Gillard enkele malen met zijn soloband openingsact was voor Guided by Voices, maakte zanger Robert Pollard kennis met Shue. Dit resulteerde in meerdere samenwerkingen tussen de drie. In 2016 werd Guided by Voices heropgericht door Pollard met Gillard op gitaar en Shue op basgitaar. Ook maakten Gillard en Shue deel uit van de bezetting van een nieuw project van Pollard, ESP Ohio, waar verder ook Travis Harrison in speelt. Harrison heeft meerdere albums van Guided by Voices geproduceerd.

### Guided by Voices
In 2016 voegde Shue zich bij Guided by Voices. Daarmee ging hij deel uitmaken van een band waar hij als kind fan van was. Het eerste album waar hij aan bijdroeg, was August by cake (2017). Shue schreef drie liederen voor het dubbelalbum. Zoals gebruikelijk op het album, verzorgde hij tevens de drumpartijen van zijn eigen liederen.